# Ключик Леонід Семенович
Леонід Семенович Ключик (нар. 20 березня 1950, Дзержинськ, Сталінська область, УРСР) — радянський український футболіст та тренер, центральний захисник. Заслужений працівник фізичної культури і спорту України (2005), почесний працівник фізичної культури і спорту України (2004), нагороджений медаллю ФФУ «За заслуги» (2004) і медаллю «За працю і відвагу» (2011).

## Кар'єра гравця
Молодший з чотирьох синів. Батько — Семен Євдокимович, мати — Ольга Йосипівна. З п'яти років проживав у селищі Білицьке. Після закінчення школи працював електрослюсарем на шахті, грав за дорослу команду шахти центральним захисником. У 1968 році після товариської гри з красноармійським «Вугликом» отримав запрошення в команду класу «Б». У вересні 1969 року отримав запрошення в запорізький «Металург». Догравши сезон, викликаний до військової частини Запоріжжя; після присяги почав грати за «Металург». По ходу сезону перейшов у «Шахтар» (Донецьк) — його тренували Валентин Сапронов і Дмитро Мізерний, які працювали раніше у «Вуглику». Зіграв за команду у вищій лізі (1971, 1973) 19 матчів, відзначився 4 голами, в першій (1972) — 37 поєдинків, 3 м'ячі. В травні 1974 року повернувся в «Металург», за який в першій лізі до 1980 року провів 225 поєдинків, забив 30 м'ячів. Грав у командах «Вуглик»/«Шахтар» Горлівка (1981—1982, друга ліга), знову «Металург» (1983—1985), «Торпедо» Запоріжжя (1986, друга ліга).
Рекордсмен «Металурга» за кількістю матчів у першості СРСР — 359 матчів.

## Кар'єра тренера
Закінчив Донецький інститут радянської торгівлі та Запорізький державний педагогічний інститут.
Працював викладачем фізкультури в Запорізькому технікумі електронних приладів (нині — Запорізький коледж радіоелектроніки). Працював в комерції. З 1991 року — тренер команди шахти «Кочегарка», СК «Металург», СК «Запорожець». З 1995 року в «Металурзі» займався адміністративною й тренерською роботою. Приєднався до тренерського штабу запорізького «Металурга». У березні виконував обов'язки головного тренера «Металурга». З квітня 2000 року — директор ДЮСШ ФК «Металург».

## Сім'я
- Син Сергій (нар. 1973) — футболіст, футбольний агент.
  - Онуки Андрій (нар. 1990)[6], Євген (нар. 1994) — футболісти.
- Син Семен (нар. 1997) — футболіст.

## Досягнення

### Як гравця
«Металург» (Запоріжжя)
- Чемпіонат УРСР
  -  Чемпіон (1): 1970
  - 🏆 Фіналіст Кубка УРСР 1972

### Індивідуальні
- Неодноразово потрапляв до списку найкращих футболістів УРСР